# Зиновьев, Николай Иванович (полицмейстер)
Николай Иванович Зиновьев (1706 или 1717 — 1773) — полицеймейстер в Санкт-Петербурге, генерал-майор, обер-комендант Петропавловской крепости (в 1764—1773).

## Биография
Родился в семье петровского стольника и подполковника Ивана Никитича Зиновьева, который был женат на княжне Марфе Степановне Козловской. Временем его рождения указывают 1706 год, а также 10 ноября 1717 года[по какому календарю?].
«Переписная книга города Москвы» в период 1738—1742 годов указывала на владельца двора в Москве: «лейб-гвардии Преображенского полка солдата Николая Зиновьева»
Был произведён в генерал-майоры 4 июля 1763 года.
С 23 апреля 1764 года до своей смерти был комендантом Санкт-Петербургской крепости.
В начале 1767 года он упоминался как «выборный голова депутатов в Уложенную комиссию», 27 февраля того же года называется городским головой.
Был награждён орденами Св. Александра Невского (30.08.1765) и Св. Анны.
Умер 4 (15) марта 1773 года; также указываются даты 1 марта 2 марта 1773 года. Был похоронен на Комендантском кладбище. Первоначальный памятник утрачен; мраморная плита была установлена в 1980-е годы.
Начиная с сообщения Половцова, источники стали называть Н. И. Зиновьева сенатором, хотя Н. А. Мурзанов в числе сенаторов указывает только его сына Василия Николаевича и Николая Алексеевича Зиновьева.
В Болховском уезде Орловской губернии Н. И. Зиновьеву принадлежали сёла Веденское (Ждимир, Ждимер) и Покровское (Красниково). В Карачевском уезде за ним числилось 832 душ крепостных.

## Семья
Жена — Евдокия (Авдотья) Наумовна Синявина, дочь вице-адмирала Наума Акимовича Синявина (1680—1738). Их дети:
- Иван (1740-е — 1810) — служил по гражданскому ведомству, надворный советник
- Александр (ок. 1749—1824) — генерал-майор и Санкт-Петербургский обер-комендант, действительный камергер
- Андрей (1740-е — ?) полковник, служил в Первой Архипелагской экспедиции в русской эскадре адмирала Джона Эльфинстона[12]
- Пётр
- Василий (11.12.1755 — 19.01.1827) — тайный советник, камергер, президент Медицинской коллегии и сенатор.
- Екатерина (19.12.1758 — 16.06.1781) — в замужестве светлейшая княгиня Орлова, жена бывшего фаворита Екатерины II светлейшего князя Григория Орлова.
- Александра Николаевна (Долгорукова) (? — 1824)[источник не указан 967 дней]